# Дубровки (Городокский район)
Дубровки (Дубровка) — деревня в Городокском районе Витебской области Белоруссии. Входит в состав Езерищенского сельсовета, ранее входила в состав Руднянского сельсовета.
Находится в 9 км к востоку от посёлка Езерище на берегу озера Ужо и протоки Трезубка (в бассейне реки Оболь).

## История
До 2004 года входила в Марченский сельсовет Городокского района.

## Известные лица
- Дорощенко, Иван Васильевич — помощник командира разведывательного взвода 14-го стрелкового полка 72-й стрелковой дивизии 21-й армии, старший сержант. Почётный гражданин города Городок.